# Bengt
Bengt är ett mansnamn som funnits i Sverige åtminstone sedan 1100-talet. Det är en svensk förkortning av det latinska Benedictus, Benedikt på svenska, som betyder 'den välsignade'. Den kvinnliga formen är Bengta.
Namnet var vanligt som tilltal på 1940-talet och är fortfarande vanligt som extra förnamn. Den 31 december 2006 fanns det totalt 106 293 personer i Sverige med namnet, varav 57 651 med det som tilltalsnamn. År 2003 fick 344 pojkar namnet, varav två fick det som tilltalsnamn. Alternativa stavningar kan vara Bängt och Benkt. Bengan kan vara ett smeknamn på Bengt, liksom Benke. 
Namnsdag: i Sverige 21 mars. I den finlandssvenska namnsdagslängden har Bengt namnsdag 21 mars sedan starten 1929, då en egen namnsdagskalender togs i bruk för finlandssvenskar.

## Personer med namnet Bengt
- Bengt, biskop i Skara på 1100-talet
- Bengt, biskop i Skara på 1200-talet
- Bengt Ahlfors, finlandssvensk regissör och dramatiker
- Bengt Algotsson (Bengt Hafridssons ätt), hertig och riksråd på 1300-talet
- Bengt Alsterlind, programledare på TV
- Bengt Anderberg, författare
- Bengt Andersson (fotbollsspelare), fotbollsmålvakt
- Bengt Andersson (skådespelare), andra halvan av duon i tv-programmet Sant och sånt
- Bengt Anlert, fotbollsspelare
- Bengt Baron, simmare och företagsledare, OS-guldmedaljör 1980
- Bengt Bauler, skådespelare
- Bengt Bedrup, sportkommentator
- Bengt Bendéus, friidrottare
- Bengt Bengtsson (militär), gymnast, OS-guld i laggymnastik 1920
- Benkt-Åke Benktsson, skådespelare och regissör
- Bengt "Fölet" Berndtsson, fotbollsspelare
- Bengt Birgersson, hertig av (Finland) och biskop i Linköpings stift
- Bengt Blomgren, skådespelare
- Bengt Dalqvist, skådespelare och dansare
- Bengt Dalunde, barnskådespelare och filmfotograf
- Bengt Eklund (skådespelare)
- Bengt Olof Engström, musikadministratör
- Bengt Ernryd, kompositör och jazzmusiker
- Bengt Fahlkvist, brottare, OS-brons 1948
- Bengt Fahlström, TV-journalist
- Bengt Feldreich, TV- och radioman
- Bengt-Göran Fernström, friidrottare
- Bengt Forsberg (pianist), pianist och organist
- Bengt-Urban Fransson, politiker
- Bengt Frithiofsson, vinkännare
- Bengt-Erik Grahn, alpin skidåkare
- Bengt Gregoriusson, död 1338, biskop i Åbo stift
- Bengt Grive, sportkommentator
- Bengt Gustafsson (militär), general, överbefälhavare
- Bengt-Åke Gustafsson, ishockeyspelare och -ledare
- Bengt Gustavsson ("Julle"), fotbollsspelare, VM-silver 1958
- Bengt Gustavsson (Tre Rosor), död ca 1460, biskop i Skara
- Bengt Hallberg, jazzpianist
- Bengt Hambraeus, kompositör, organist
- Bengt Haslum, sångtextförfattare, författare, översättare, programledare i radio
- Bengt Hassis, längdskidåkare, vasaloppsvinnare 1985 och 1986
- Benkt-Erik Hedin, författare och översättare
- Bengt Hesselman, språkvetare, ledamot av Svenska Akademien
- Bengt Holmström, finländsk nationalekonom och professor
- Bengt Ingolfsson, död 1662, ämbetsman
- Bengt Jahnsson, teaterkritiker, poet
- Bengan Janson, dragspelare
- Bengt Johansson (friidrottare), släggkastare
- Bengt ”Bengan” Johansson, handbollstränare
- Bengt Johansson (sångförfattare)
- Bengt Johansson (tonsättare), finländsk kompositör
- Bengt K.Å. Johansson, politiker (S), statsråd, landshövding
- Bengt Jonzon, biskop
- Bengt Jönsson, botanist, professor, universitetsrektor
- Bengt Jönsson (Oxenstierna), riksföreståndare
- Bengt af Klintberg, folklivsforskare
- Bengt Lagerberg, musiker
- Bengt Lagerkvist, regissör, manusförfattare, författare
- Bengt Lidner, skald
- Bengt Liljegren, historiker, författare
- Bengt Linderberg, jurist, ämbetsman
- Bengt Lyberg, industriman, landshövding
- Bengt Magnusson (Folkungaätten), biskop i Linköping under 1200-talet
- Bengt Magnusson (Folkungaättens lagmansgren), lagman i Östergötland under 1200-talet
- Bengt Magnusson (gitarrist) (född 1962)
- Bengt Magnusson (journalist) (född 1950), journalist och programledare
- Bengt Gunnar Magnusson (1925–1995), ingenjör
- Bengt Martin, författare
- Bengt Janus Nielsen, dansk författare
- Bengt Niklisson (lejonansikte) (död 1423), riddare och slottshövitsman
- Bengt Nilsson (höjdhoppare) ("Benke"), bragdmedaljör 1954
- Benkt Norelius, gymnast, OS-guld 1912
- Bengt Norling, politiker (S), statsråd, landshövding
- Bengt Nyholm ("Zamora"), fotbollsmålvakt
- Bengt Nåjde, friidrottare
- Bengt Odlöw, politiker (S)
- Bengt Ohlsson, författare och krönikör
- Bengt Palmers, skivproducent
- Bengt Palmquist, seglare, OS-guld 1956
- Bengt Persson (friidrottare) ("BP")
- Bengt Petri, universitetskansler, landshövding
- Bengt Pohjanen, författare
- Bengt Pouttu, framstående bondeledare under klubbekriget i Österbotten 1596-1597
- Bengt Ramström ("Pinnen"), bandyspelare
- Bengt Rundgren, operasångare (bas), f.d. smed
- Bengt Samuelsson, kemist, nobelpristagare 1982
- Bengt Schalin, finländsk trädgårdsarkitekt
- Bengt Strömbro, programledare i radio, manusförfattare, skådespelare, programchef SVT Umeå
- Bengt Wadensjö, biskop
- Bengt-Arne Wallin, kompositör
- Bengt Westerberg, folkpartiledare, statsråd
- Bengan Wittström, jazzmusiker, radioproducent och visforskare
- Bengt Ådahl, missionsbiskop i Missionsprovinsen